# Portryffel
Portryffel (Stephensia bombycina) är en svampart som först beskrevs av Carlo Vittadini, och fick sitt nu gällande namn av Louis René Tulasne 1851. Portryffel ingår i släktet Stephensia och familjen Pyronemataceae.  Arten är reproducerande i Sverige. Inga underarter finns listade i Catalogue of Life.